# Прогресо-Лейкс (Техас)
Прогресо-Лейкс (англ. Progreso Lakes) — місто (англ. city) в США, в окрузі Ідальго штату Техас. Населення — 257 осіб (2020).

## Географія
Прогресо-Лейкс розташоване за координатами 26°4′8″ пн. ш. 97°57′38″ зх. д. / 26.06889° пн. ш. 97.96056° зх. д. (26.068976, -97.960665).  За даними Бюро перепису населення США в 2010 році місто мало площу 5,68 км², з яких 5,43 км² — суходіл та 0,25 км² — водойми.

## Демографія
Згідно з переписом 2010 року, у місті мешкало 240 осіб у 86 домогосподарствах у складі 69 родин. Густота населення становила 42 особи/км².  Було 100 помешкань (18/км²). 
Расовий склад населення:
| - 97,9 % — білих - 0,8 % — чорних або афроамериканців - 0,4 % — корінних американців |

До двох чи більше рас належало 0,0 %. Іспаномовні складали 63,8 % від усіх жителів.
За віковим діапазоном населення розподілялося таким чином: 22,5 % — особи молодші 18 років, 57,5 % — особи у віці 18—64 років, 20,0 % — особи у віці 65 років та старші. Медіана віку мешканця становила 44,8 року. На 100 осіб жіночої статі у місті припадало 100,0 чоловіків;  на 100 жінок у віці від 18 років та старших — 97,9 чоловіків також старших 18 років.
Середній дохід на одне домашнє господарство  становив 96 380 доларів США (медіана — 72 188), а середній дохід на одну сім'ю — 110 295 доларів (медіана — 81 458). Медіана доходів становила 60 781 долар для чоловіків та 30 682 долари для жінок. За межею бідності перебувало 4,3 % осіб, у тому числі 0,0 % дітей у віці до 18 років та 12,8 % осіб у віці 65 років та старших.
Цивільне працевлаштоване населення становило 170 осіб. Основні галузі зайнятості: освіта, охорона здоров'я та соціальна допомога — 27,6 %, роздрібна торгівля — 15,3 %, науковці, спеціалісти, менеджери — 12,9 %.